# Donji Stepoš
Donji Stepoš (en serbe cyrillique : Доњи Степош) est un village de Serbie situé sur le territoire de la Ville de Kruševac, district de Rasina. Au recensement de 2011, il comptait 462 habitants.

## Démographie
| 1948 | 1953 | 1961 | 1971 | 1981 | 1991 | 2002 | 2011 |
| ---- | ---- | ---- | ---- | ---- | ---- | ---- | ---- |
| 542  | 577  | 577  | 536  | 529  | 522  | 484  | 462  |

|  |